# Czesław Górski

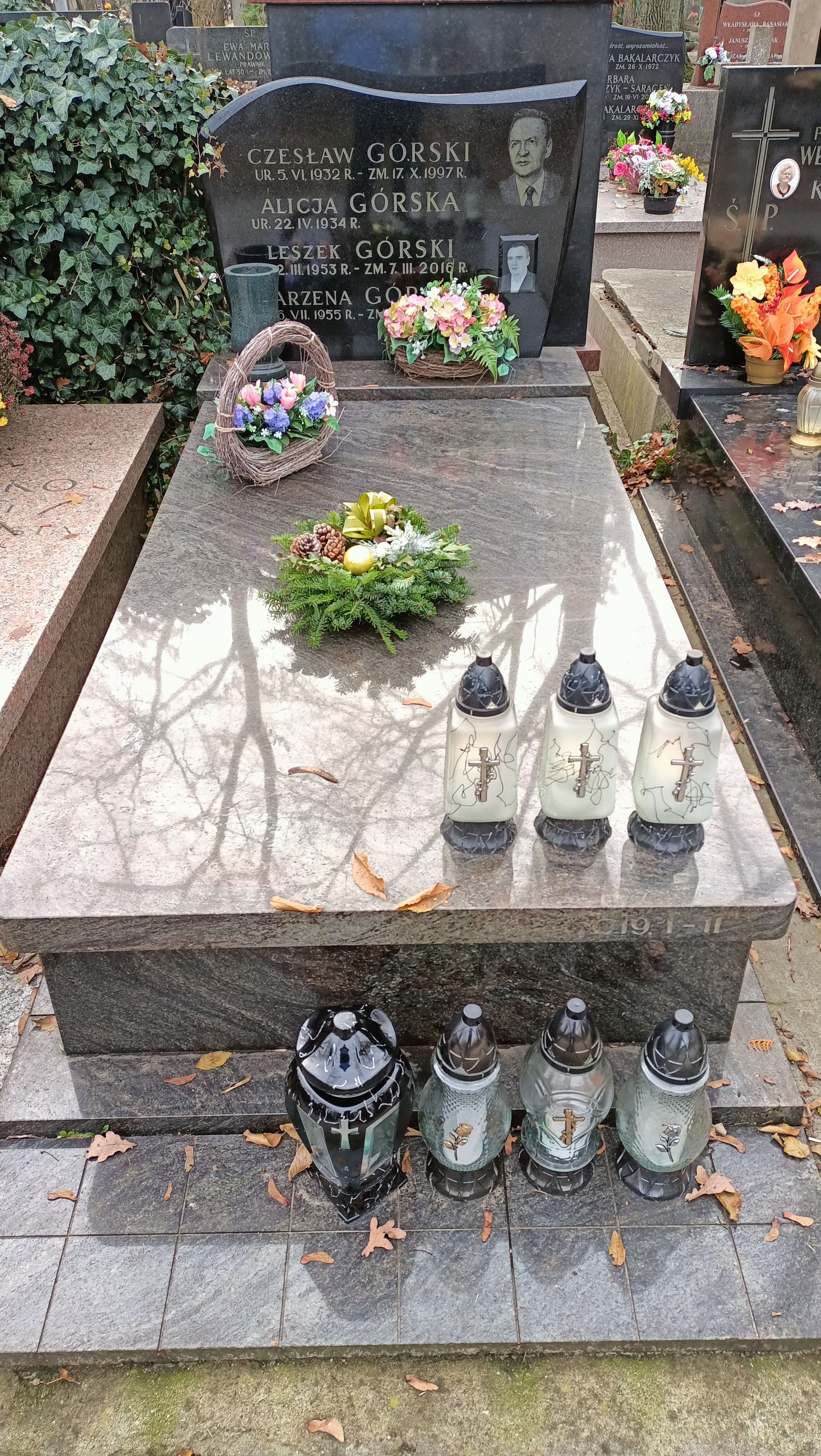
Grób Czesława Górskiego na cmentarzu wojskowym na Powązkach

Czesław Jan Górski (ur. 5 czerwca 1932 w Warszawie, zm. 17 października 1997) – polski działacz partyjny i państwowy, dyplomata, wiceprezydent Warszawy (1973–1978) i z urzędu wicewojewoda warszawski (1975–1978).

## Życiorys
Syn Stanisława i Wiktorii. Od 1949 do 1956 członek Związku Młodzieży Polskiej. Od 1968 działał w Lidze Obrony Kraju, od 1975 do 1979 kierował nią w województwie warszawskim. Absolwent Międzywojewódzkiej Szkoły Partyjnej w Warszawie (1956), studiów pierwszego stopnia w Wyższej Szkole Nauk Społecznych przy KC PZPR (1967), trzymiesięcznego kursu w Wyższej Szkole Partyjnej KPZR (1971), podyplomowego studium służby zagranicznej (1978–1979) oraz Wieczorowego Uniwersytetu Marksizmu-Leninizmu (1982).
W 1952 wstąpił do Polskiej Zjednoczonej Partii Robotniczej. Pełnił funkcje instruktora Wydziału Ekonomicznego Komitetu Warszawskiego PZPR (1955–1960), I sekretarza Komitetu Zakładowego Warszawskich Zakładów Radiowych „Rawar” (1960–1964), członka egzekutyw Komitetów Dzielnicowych na Pradze-Południe i Ochocie, starszego instruktora Wydziału Przemysłu Komitetu Warszawskiego, następnie sekretarza ekonomicznego (1968–1971) i I sekretarza Komitetu Dzielnicowego Praga-Północ (1971–1973). 15 maja 1973 został wiceprzewodniczącym Prezydium Stołecznej Rady Narodowej, następnie po przekształceniu tej funkcji od 14 grudnia 1973 do 8 lipca 1978 był wiceprezydentem Warszawy (równocześnie od 1975 z urzędu wicewojewodą warszawskim). Od października 1979 do października 1982 pierwszy sekretarz ambasady PRL w Moskwie. Następnie był dyrektorem zespołu kadr i współpracy zagranicznej w Państwowej Agencji Atomistyki (1983–1987) i szefem biura kadr i szkolenia w Głównym Urzędzie Ceł (od 1987).
Został pochowany na Cmentarzu Wojskowym na Powązkach.